# Hyalinacris otonga
Hyalinacris otonga är en insektsart som beskrevs av Christiane Amédégnato och Poulain 1998. Hyalinacris otonga ingår i släktet Hyalinacris och familjen gräshoppor. Inga underarter finns listade i Catalogue of Life.